# NTK im. Bannikowa w Kijowie
Szkoleniowo-Treningowy Kompleks (NTK) im. Bannikowa w Kijowie (ukr. Навчально-тренувальний комплекс Федерації футболу України імені В. М. Баннікова) – stadion piłkarski w Kijowie.
Stadion, który znajduje się blisko stadionu Olimpijskiego i na początku pełnił rolę boiska treningowego. Nazywał się "boisko górne". Po rekonstrukcji w 2004-2005 stadion dostosowano do wymóg standardów UEFA i FIFA, może pomieścić 1 678 widzów. Stadion otrzymał nazwę NTK [Naukowo-Treningowy Kompleks] Federacji Futbolu Ukrainy im. W.M. Bannikowa, który pełnił funkcję pierwszego prezydenta Związku Piłki Nożnej Ukrainy.
Na stadionie swoje mecze domowe rozgrywała drużyna Obołoń Kijów w 2005 oraz Arsenał Kijów w 2008. Również od 2005 na stadionie swoje mecze rozgrywa młodzieżowa reprezentacja Ukrainy.